# Carcharhinus porosus
Carcharhinus porosus (Ranzani, 1840) è una specie del genere Carcharhinus e della famiglia Carcharhinidae.

## Areale
Nell'Atlantico occidentale abitano la zona compresa tra il Golfo del Messico settentrionale ed il Brasile, ma non le isole caraibiche, e l'Uruguay.
Nel Pacifico orientale invece vivono dal Golfo di California al Perù, ma non presso le isole al largo.
Sembra inoltre che vi siano degli squali assai simili a quelli in questione che abitano il Borneo, la Thailandia ed il Vietnam, ed essi potrebbero costituire una nuova specie di Carcharhinus.

## Habitat
Si trovano al di sopra delle piattaforme continentali, spesso al di sopra di fondali fangosi ed in corrispondenza di estuari fluviali.

## Aspetto
La lunghezza massima mai registrata è di circa 150 cm, ma in genere arrivano a misurare circa 90 cm.

## Dieta
Principalmente si nutrono di piccoli pesci tra i quali anche piccoli di squalo martello e di Rhizoprionodon, nonché di gamberi.

## Riproduzione
La specie è vivipara, e le femmine mettono al mondo da 2 a 7 squaletti alla volta, le cui dimensioni sono comprese tra 31 e 40 cm.

## Interazioni con l'uomo
Vengono consumati freschi o elaborati per ricavarne esche. Viene inoltre estratto l'olio del fegato.